# Consuelo Alonso González
Consuelo Alonso González, conocida como A Comunista, (Gijón, 1898-Lugo, 13 de mayo de 1938) fue una activista comunista gallega. Fue la única mujer condenada a muerte por un tribunal militar franquista durante la guerra civil española en la provincia de Lugo.  

## Trayectoria
Llegó a Monforte de Lemos con su marido, Ángel Pérez Muñoz, natural de Valladolid, quien en noviembre de 1930 tomó posesión del cargo de alguacil del Juzgado de Monforte. Era vendedora de periódicos. Durante el Bienio Negro, el matrimonio sufrió represalias por sus ideas políticas: ella fue detenida y Ángel fue expedientado por desacato.
Tras el golpe de Estado del 18 de julio de 1936, fue víctima de abusos por parte de un grupo de falangistas, que le raparon el pelo; acusada por los sublevados de hacer propaganda del Frente Popular, fue denunciada ante la Jefatura de Investigación y Vigilancia de Monforte y detenida el 29 de diciembre de 1937.
Fue acusada de tener «ideas comunistas», de alegrarse por el asesinato de  José Calvo Sotelo y la muerte del general Emilio Mola; de escuchar las emisoras de radio republicanas y de comentar las noticias con otros vendedores de prensa en un tono desfavorable para los rebeldes. También fue acusada de recibir ayuda de la organización Socorro Rojo Internacional.
El 9 de febrero de 1938 fue trasladada a Lugo y sometida a un consejo de guerra el 14 de febrero, acusada de Adhesión a la rebelión militar con agravante. Condenada a muerte, fue fusilada el 13 de mayo de 1938.
Se le abrió un expediente de responsabilidades políticas en 1937 y fue condenada en julio de 1941 por el Tribunal Regional de Responsabilidades Políticas de La Coruña a una sanción de 100 pesetas, que debía hacerse efectiva con cargo a su herencia; al no poseer bienes, nunca se pagó.

## Reconocimientos
- El Ayuntamiento de Monforte de Lemos realizó un homenaje recordando su vida en 2020.[4] [3]